# Val Verde
Val Verde és una concentració de població designada pel cens dels Estats Units a l'estat de Califòrnia. Segons el cens del 2000 tenia 1.472 habitants.

## Demografia
Segons el cens del 2000, Val Verde tenia 1.472 habitants, 424 habitatges, i 318 famílies. La densitat de població era de 1.722,2 habitants/km².
Dels 424 habitatges en un 50,2% hi vivien nens de menys de 18 anys, en un 58,3% hi vivien parelles casades, en un 9,7% dones solteres, i en un 25% no eren unitats familiars. En el 16% dels habitatges hi vivien persones soles el 2,1% de les quals corresponia a persones de 65 anys o més que vivien soles. El nombre mitjà de persones vivint en cada habitatge era de 3,47 i el nombre mitjà de persones que vivien en cada família era de 3,89.
Per edats la població es repartia de la següent manera: un 33,4% tenia menys de 18 anys, un 12,4% entre 18 i 24, un 36% entre 25 i 44, un 15% de 45 a 60 i un 3,2% 65 anys o més.
L'edat mediana era de 27 anys. Per cada 100 dones de 18 o més anys hi havia 107,2 homes.
La renda mediana per habitatge era de 52.593 $ i la renda mediana per família de 53.843 $. Els homes tenien una renda mediana de 30.583 $ mentre que les dones 24.861 $. La renda per capita de la població era de 15.626 $. Entorn del 3,6% de les famílies i el 6,4% de la població estaven per davall del llindar de pobresa.

## Poblacions properes
El següent diagrama mostra les poblacions més properes.